# Jack Lee
Jack Kenneth Lee (Akron, 11 februari 1921 – Phoenix, 23 december 2005) was een Amerikaans componist, muziekpedagoog en dirigent.

## Levensloop
Lee studeerde aan de Kent State University in Kent en vervolgens aan de Ohio State University in Columbus en behaalde aldaar zijn Bachelor of Music. Gedurende de Tweede Wereldoorlog diende hij in de United States Army. Na de oorlog studeerde hij verder aan de Ohio State University en behaalde in 1947 zijn Master of Arts. Aan deze universiteit kreeg hij een aanstelling als tweede dirigent van de harmonieorkesten. Verder was hij dirigent aan de Universiteit van Michigan in Ann Arbor van 1948 tot 1952. Op een terugreis van zijn sollicitatiegesprek voor de aanstelling als dirigent van de Marching Band van de Universiteit van Arizona in Tucson componeerde hij in 1952 het strijdlied van de Universiteit van Arizona, getiteld Bear Down, Arizona!. Hij was dirigent aan deze universiteit van de harmonieorkesten van 1952 tot 1980. Hij werkte verder tot 1988. 
Alhoewel de bovenstaande mars Bear Down, Arizona! zijn eerste was, schreef hij rond 80 werken voor orkest, harmonieorkest en koor. Van 1963 tot 1965 was hij voorzitter van de broederschap van harmonieorkesten Kappa Kappa Psi'.

## Composities

### Werken voor harmonieorkest
- 1952 Bear Down, Arizona!, voor samenzang en harmonieorkest - tekst: John Byrd “Button” Salmon[3]
- A Civil War Rhapsody
- A Dance from a Dream
- A Deserted Farm
- Percussion pointers for the Marching Band (samen met: James D. Salmon)
  1. Formations of drum ranks
  2. Standard drum cadences
  3. Standard roll offs
  4. Honor and ceremonies
  5. Field routines
  6. Field routines with optional bell lyra or trumpet parts
  7. Rhythms for special show effects
  8. Drum halt
  9. Drum rudiments
- Twilight Serenade
- Varsity Fight Fan Fares

## Publicaties
- An analysis of current practice in the use of music for radio broadcasting, Thesis (Master of Arts) - Ohio State University, 1947.